# Valentin Kovalenko

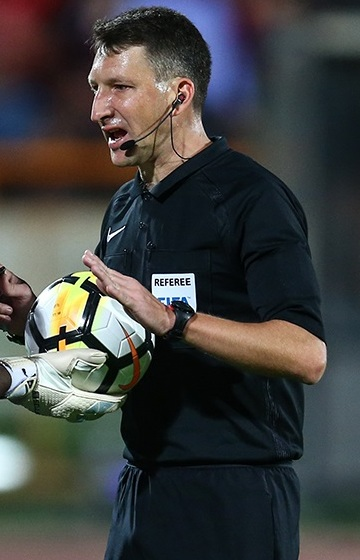
Valentin Kovalenko (2018)

Valentin Anatolyevich Kovalenko (* 9. August 1975) ist ein ehemaliger usbekischer Fußballschiedsrichter.
Von 2002 bis 2020 stand Kovalenko auf der Liste der FIFA-Schiedsrichter und leitete internationale Fußballspiele, unter anderem in der AFC Champions League, in der er insgesamt 56 Einsätze hatte.
Beim Fußballturnier der Asienspiele 2010 in China leitete Kovalenko zwei Gruppenspiele, ein Achtelfinale, ein Viertelfinale sowie das Finale um Gold zwischen den Vereinigten Arabischen Emiraten und Japan (0:1).
Bei der Asienmeisterschaft 2019 in den Vereinigten Arabischen Emiraten leitete Kovalenko ein Gruppenspiel. Zudem war er bei der U-23-Asienmeisterschaft 2018 in China und bei der U-23-Asienmeisterschaft 2020 in Thailand im Einsatz. Seine letzten Spiele leitete er Ende 2019.